# 1991-es Formula–1 kanadai nagydíj
A kanadai nagydíj volt az 1991-es Formula–1 világbajnokság ötödik futama.

## Futam
Kanadában Williams-első sor született Patrese-Mansell sorrendben. A rajtnál Mansell megelőzte csapattársát és a két Williams növelte előnyét. A harmadik Senna a 26. körben a generátor meghibásodása miatt, két körrel később Prost váltóhiba miatt esett ki. Alesi motorhiba miatti kiesése után Piquet, Modena, Cesaris és Capelli haladt a Williamsek mögött. Patrese defektje után a boxból Piquet mögé tért vissza, de Modena is megelőzte később. A közönségnek integető Mansell motorja az utolsó körben megállt, így Piquet győzött a Benetton-Forddal Modena, Patrese, Andrea de Cesaris és Bertrand Gachot előtt. Mansellt a 6. helyen klasszifikálták, így egy pontot kapott.
|         | Rsz. | Versenyző          | Csapat             | Körök | Idő/Kiesések        | Rajthely | Pontok |
| ------- | ---- | ------------------ | ------------------ | ----- | ------------------- | -------- | ------ |
| 1       | 20   | Nelson Piquet      | Benetton-Ford      | 69    | 1:38:51,490         | 8        | 10     |
| 2       | 4    | Stefano Modena     | Tyrrell-Honda      | 69    | + 31,832            | 9        | 6      |
| 3       | 6    | Riccardo Patrese   | Williams-Renault   | 69    | + 42,217            | 1        | 4      |
| 4       | 33   | Andrea de Cesaris  | Jordan-Ford        | 69    | + 1:20,210          | 11       | 3      |
| 5       | 32   | Bertrand Gachot    | Jordan-Ford        | 69    | + 1:22,351          | 14       | 2      |
| 6       | 5    | Nigel Mansell      | Williams-Renault   | 68    | Elektronika         | 2        | 1      |
| 7       | 23   | Pierluigi Martini  | Minardi-Ferrari    | 68    | + 1 kör             | 18       |        |
| 8       | 26   | Érik Comas         | Ligier-Lamborghini | 68    | + 1 kör             | 26       |        |
| 9       | 21   | Emanuele Pirro     | Dallara-Judd       | 68    | + 1 kör             | 10       |        |
| 10      | 3    | Nakadzsima Szatoru | Tyrrell-Honda      | 67    | + 2 kör             | 12       |        |
| Kiesett | 15   | Maurício Gugelmin  | Leyton House-Ilmor | 61    | Motorhiba           | 23       |        |
| Kiesett | 22   | Jyrki Järvilehto   | Dallara-Judd       | 50    | Motorhiba           | 17       |        |
| Kiesett | 10   | Stefan Johansson   | Footwork-Porsche   | 48    | Gázadagoló          | 25       |        |
| Kiesett | 16   | Ivan Capelli       | Leyton House-Ilmor | 42    | Motorhiba           | 13       |        |
| Kiesett | 28   | Jean Alesi         | Ferrari            | 34    | Motorhiba           | 7        |        |
| Kiesett | 29   | Eric Bernard       | Lola-Ford          | 29    | Váltó               | 19       |        |
| Kiesett | 27   | Alain Prost        | Ferrari            | 27    | Váltó               | 4        |        |
| Kiesett | 25   | Thierry Boutsen    | Ligier-Lamborghini | 27    | Motorhiba           | 16       |        |
| Kiesett | 1    | Ayrton Senna       | McLaren-Honda      | 25    | Generátor           | 3        |        |
| Kiesett | 11   | Mika Häkkinen      | Lotus-Judd         | 21    | Kicsúszás           | 24       |        |
| Kiesett | 7    | Martin Brundle     | Brabham-Yamaha     | 21    | Motorhiba           | 20       |        |
| Kiesett | 24   | Gianni Morbidelli  | Minardi-Ferrari    | 20    | Kicsúszás           | 15       |        |
| Kiesett | 19   | Roberto Moreno     | Benetton-Ford      | 10    | Felfüggesztés       | 5        |        |
| Kiesett | 2    | Gerhard Berger     | McLaren-Honda      | 4     | Befecskendező       | 6        |        |
| Kiesett | 30   | Szuzuki Aguri      | Lola-Ford          | 3     | Üzemanyag szivárgás | 22       |        |
| Kiesett | 9    | Michele Alboreto   | Footwork-Porsche   | 2     | Gázadagoló          | 21       |        |
| NK      | 18   | Fabrizio Barbazza  | AGS-Ford           |       |                     |          |        |
| NK      | 17   | Gabriele Tarquini  | AGS-Ford           |       |                     |          |        |
| NK      | 8    | Mark Blundell      | Brabham-Yamaha     |       |                     |          |        |
| NK      | 12   | Johnny Herbert     | Lotus-Judd         |       |                     |          |        |
| NeK     | 14   | Olivier Grouillard | Fondmetal-Ford     |       |                     |          |        |
| NeK     | 34   | Nicola Larini      | Lambo-Lamborghini  |       |                     |          |        |
| NeK     | 35   | Eric van de Poele  | Lambo-Lamborghini  |       |                     |          |        |
| NeK     | 31   | Pedro Chaves       | Coloni-Ford        |       |                     |          |        |

## A világbajnokság állása a verseny után
| H  | Versenyzők       | Pont | H  | Konstruktőrök    | Pont |
| -- | ---------------- | ---- | -- | ---------------- | ---- |
| 1. | Ayrton Senna     | 40   | 1. | McLaren-Honda    | 50   |
| 2. | Nelson Piquet    | 16   | 2. | Benetton-Ford    | 19   |
| 3. | Alain Prost      | 11   | 3. | Williams-Renault | 17   |
| 4. | Gerhard Berger   | 10   | 4. | Ferrari          | 16   |
| 5. | Riccardo Patrese | 10   | 5. | Tyrrell-Honda    | 11   |

## Statisztikák
Vezető helyen:
- Nigel Mansell: 68 (1-68)
- Nelson Piquet: 1 (69)

Nelson Piquet 23. győzelme, Riccardo Patrese 4. pole-pozíciója, Nigel Mansell 18. leggyorsabb köre.
- Benetton 5. győzelme.

Stefan Johansson 100. versenye.